# Pod Starým hradem
Pod starým hradem je přírodní památka v lokalitě jihovýchodně od obce Klabava v okrese Rokycany v Plzeňském kraji. Lokalita o rozloze 0,9247 ha se nachází na katastrálním území obcí Ejpovice, Klabava a Rokycany a je ve správě regionálního pracoviště Agentury ochrany přírody a krajiny ČR v Plzni.

## Předmět ochrany
Památka má dvě části oddělené železničním koridorem. Důvodem ochrany je klasické paleontologické naleziště na výchozech hornin v erozní rýze.

## Geologická charakteristika
Ve východní stěně erozní rýhy vystupují šedozelené, jílovité břidlice klabavského souvrství (ordovik). Pokud jde o nálezy fosilní fauny v této lokalitě, jedná se o graptolity Tetragraptus reclinatus abbreviatus a Azygograptus sp., fragmenty trilobita Euloma bohemicum, zbytky břichonožců a schránky Lingulella sp. 
V západní stěně erozní rýhy vystupují polohy železných rud, které náležejí šáreckému souvrství (ordovik). V minulosti byly tyto rudy těženy štolou Kristiania. Ústí bývalé štoly se nachází asi 50 metrů západně od ústí erozní rýhy. Těsně nad ústím štoly se ve svahu nachází výrazná deprese. Ve stěnách této propadliny vystupují vystupují jemné, laminárně zvrstvené tufy, které místy obsahují úlomky schránek ramenonožce Nocturnellia nocturna.

## Přístup
Lokalita se nachází po obou stranách železniční trati Praha–Plzeň zhruba 350 metrů na východ od zastávky Klabava. Od trasy dálnice D5 je vzdálena vzdušnou čarou 500 metrů. Poblíž přírodní památky vede úsek dálkové cyklotrasy č. 3 (Praha) – Rokycany – Plzeň – Domažlice – Folmava.